# Cyberspațiu
Cyberspace (sau ciberspațiu) — din greacă κυβερνήτης (kybernētēs, "pilot" sau "cârmă") — este domeniul mondial al electromagneticii accesat prin tehnologie electronică și exploatat prin intermediul modulării energiei electromagnetice cu scopul de a realiza o gamă largă de capacități de comunicare și control.
În termeni pragmatici, ciberspațiul se referă la rețelele informaționale și de comunicare cum ar fi Internetul.